# Bustarviejo
Bustarviejo är en ort och kommun i Spanien.   Den ligger i den autonoma regionen Madrid, i den centrala delen av landet, 50 km norr om huvudstaden Madrid. Antalet invånare är 2 829.

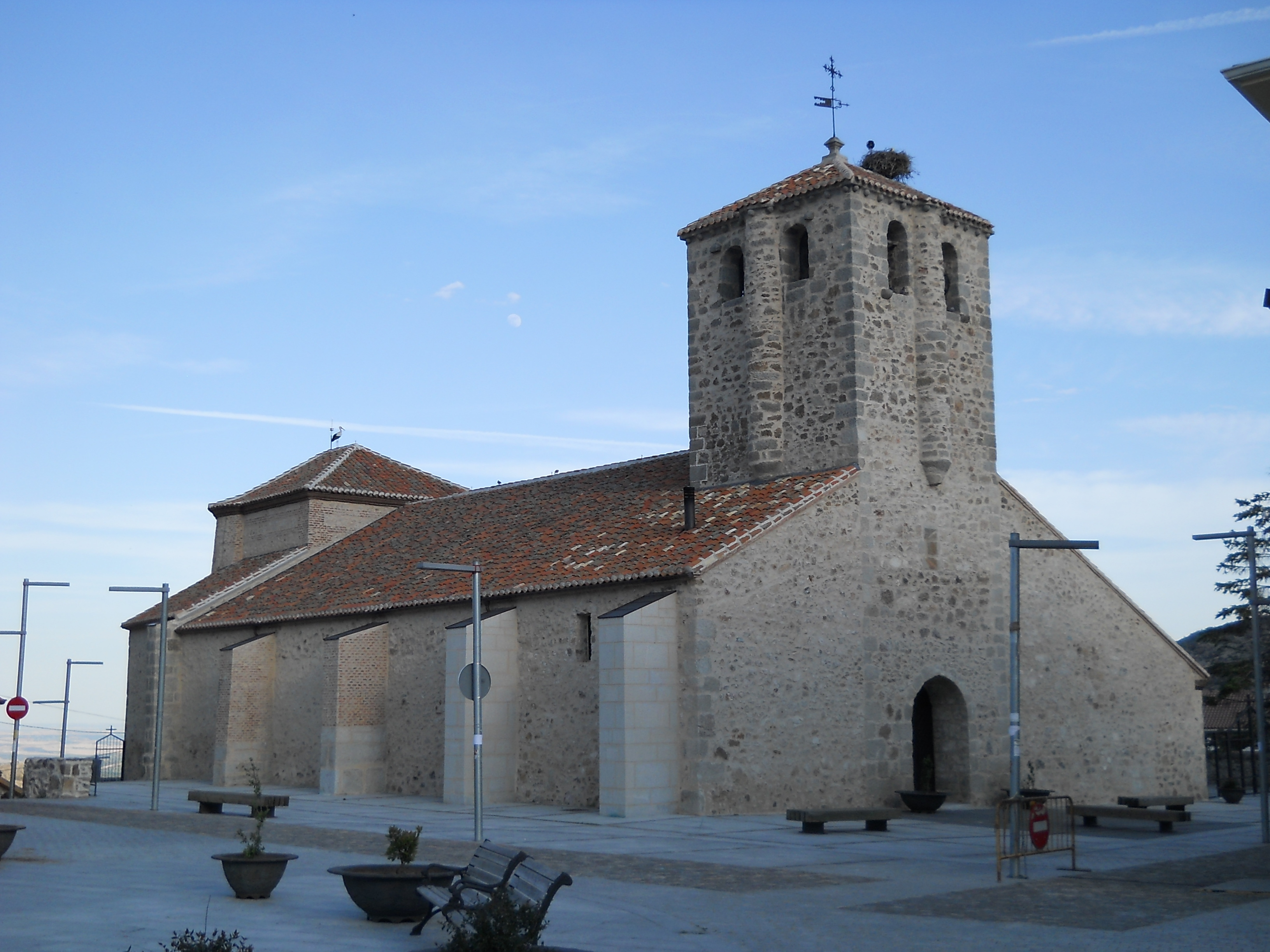
Iglesia de la Purísima Concepción
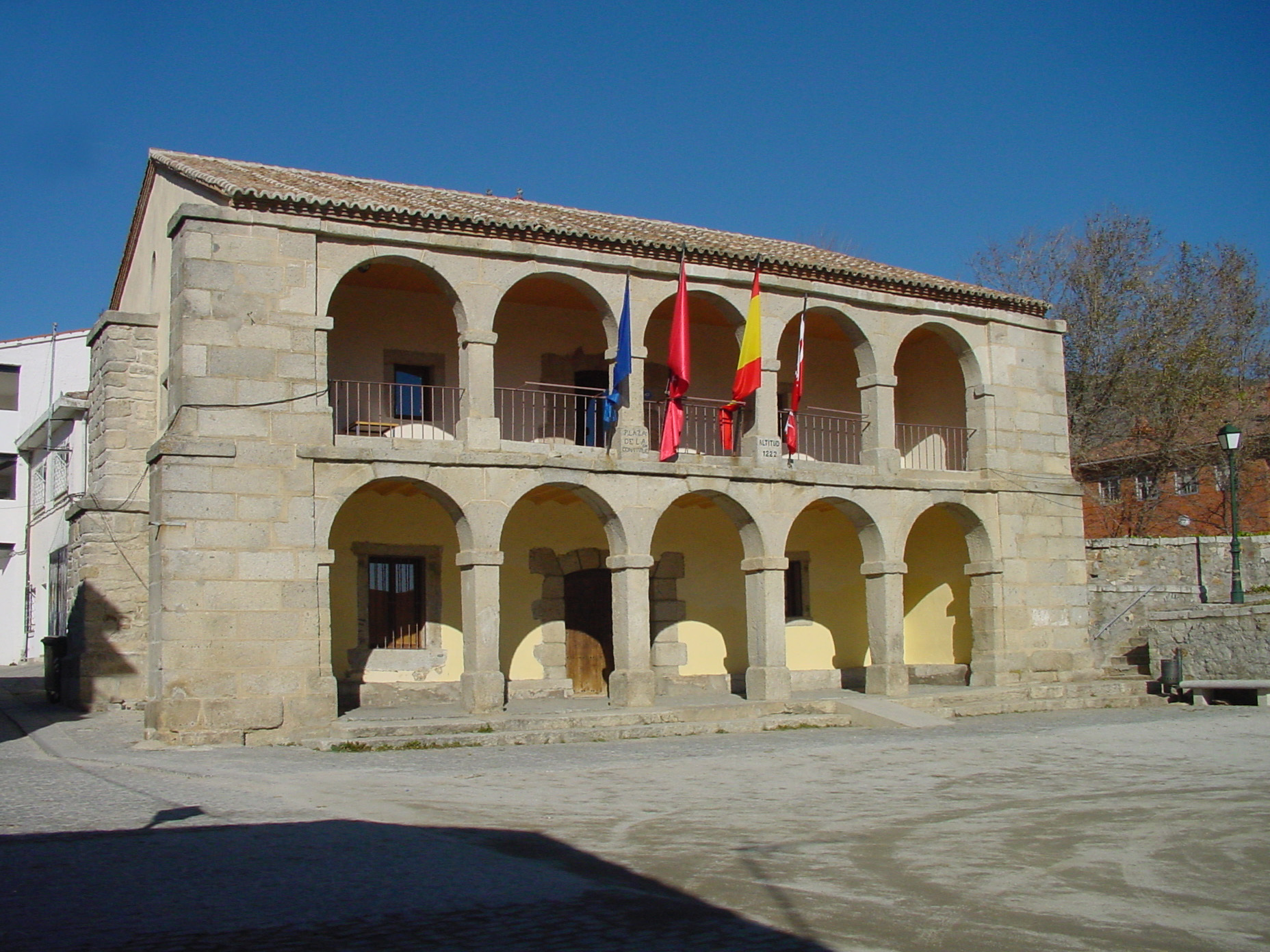
Casa Consistorial
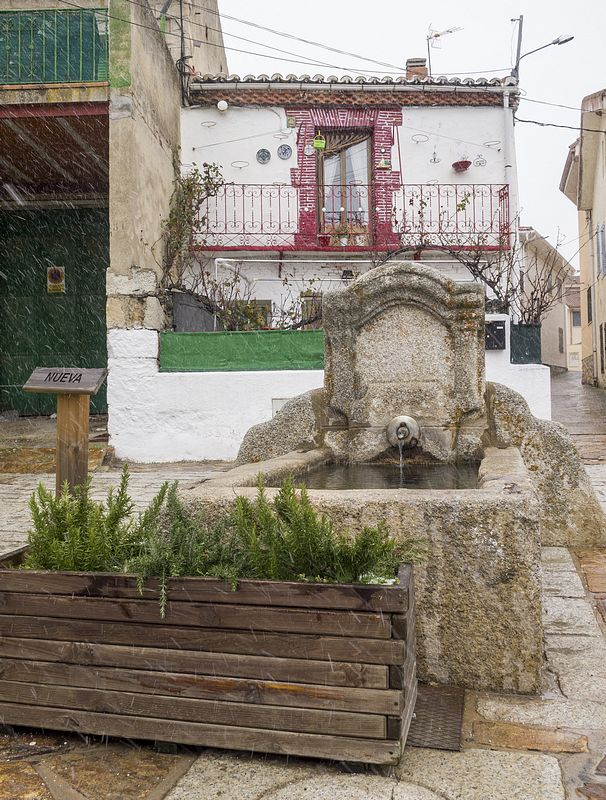
Nya fontänen
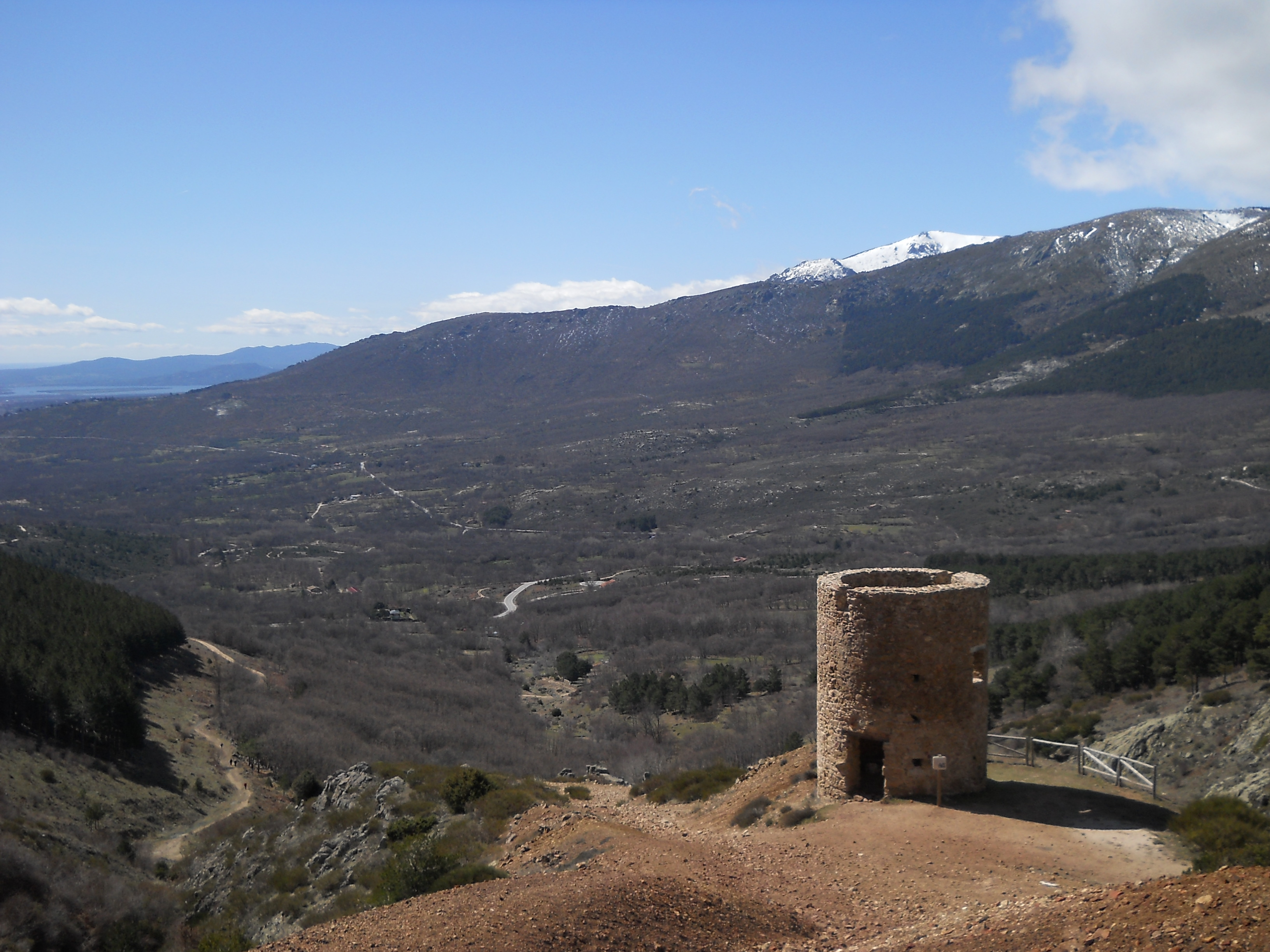
Torre de la Mina
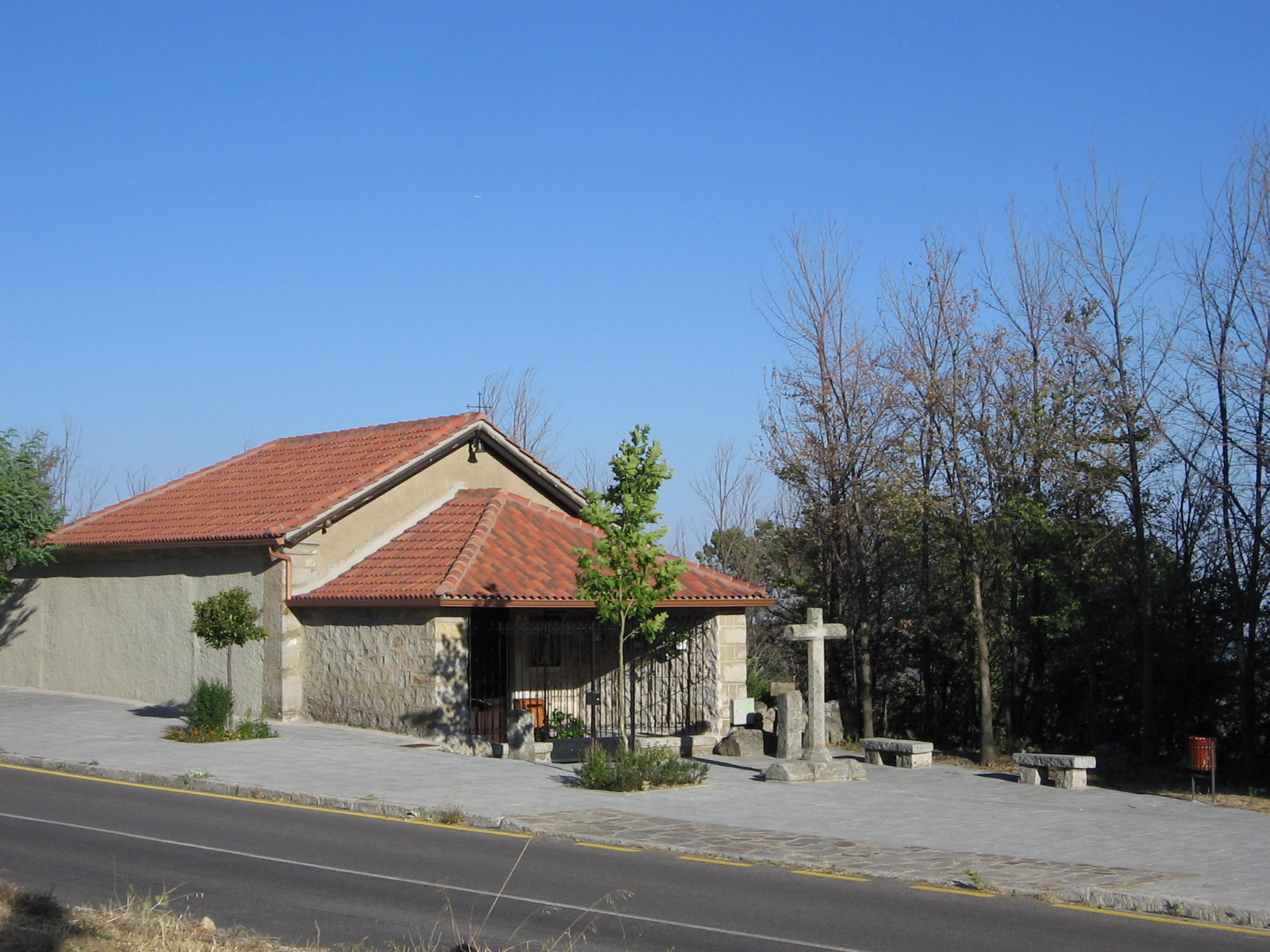
Ermita de Nuestra Señora de la Soledad.

Bland de religiösa byggnaderna utmärker sig Iglesia de la Purísima Concepción, vars äldsta delar härrör från 1300-talet. La Casa Consistorial (Ayuntamiento) dateras till 1700-talet. Det är byggt i två våningar och har på vardera våningen fem halvcirkelformade bågar.
Bustarviejo är välförsett med vattenfontäner, tack vare rik förekomst av källor i området.
Torre de la Mina markerar platsen för en silvergruva som var i drift fram till slutet av 1800-talet. Förklarat som kulurminnesmärke 1983 (BIC, Monumento Nacional Histórico-Artístico).
Ermitan Nuestra  Señora de la Soledad är belägen i utkanten av samhället.
Den här artikeln är helt eller delvis baserad på material från spanskspråkiga Wikipedia, 14 april 2025.